# Meglepődés
A meglepődés (vagy meglepetés) egy rövid mentális és fiziológiai állapot, amit az állatok és az emberek váratlan esemény következtében tapasztalnak meg.  A meglepődésnek iránya lehet; azaz semleges / mérsékelt, kellemes, kellemetlen, pozitív vagy negatív lehet.  A meglepődés különböző intenzitású szinteken fordul elő, a rendkívül meglepettől kezdve, ami az üss vagy fuss reakciót idézheti elő, vagy kicsi meglepődés, ami az ingerekből kevésbé intenzív választ vált ki.

## Fogalom

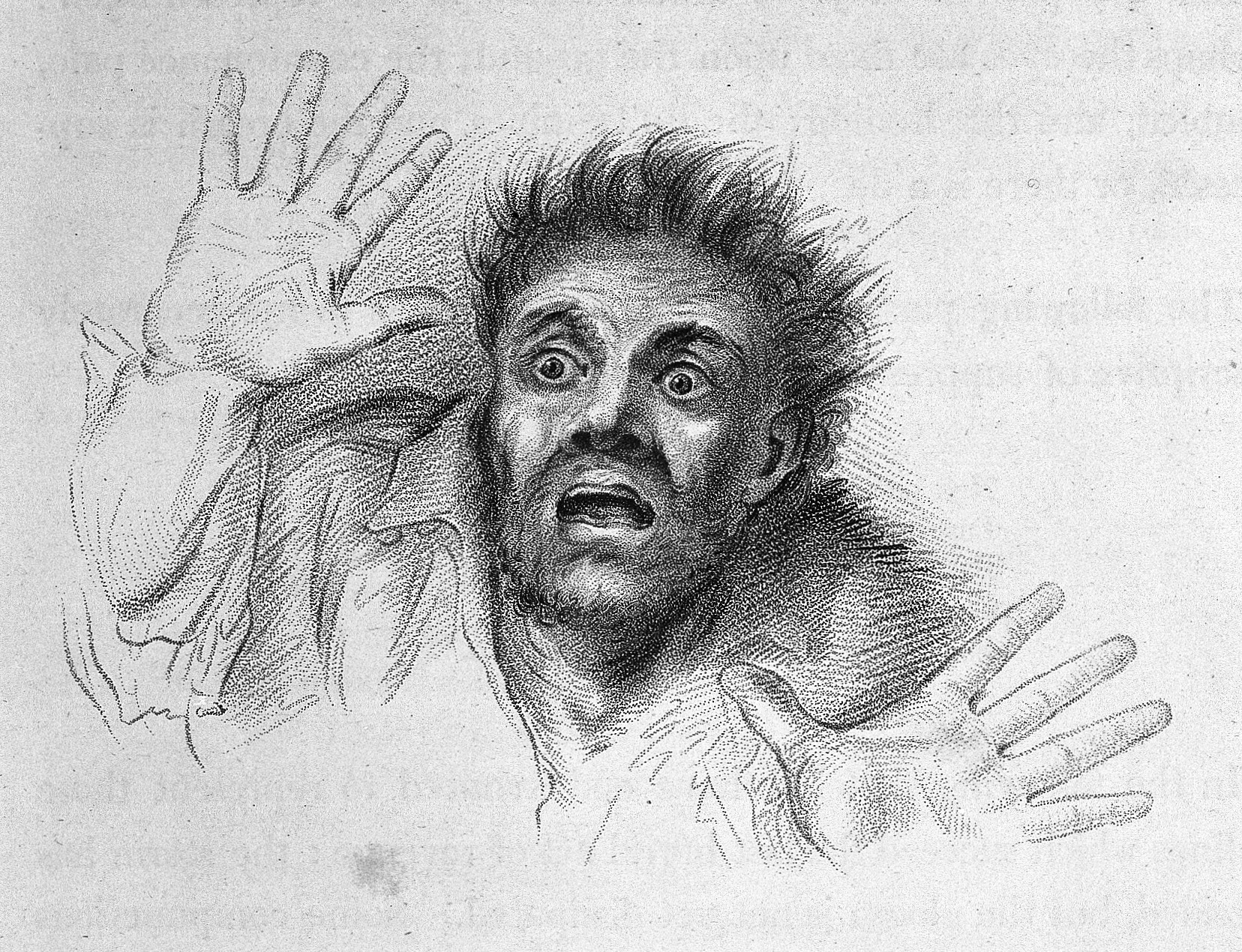
Csodálkozást mutató arckifejezés

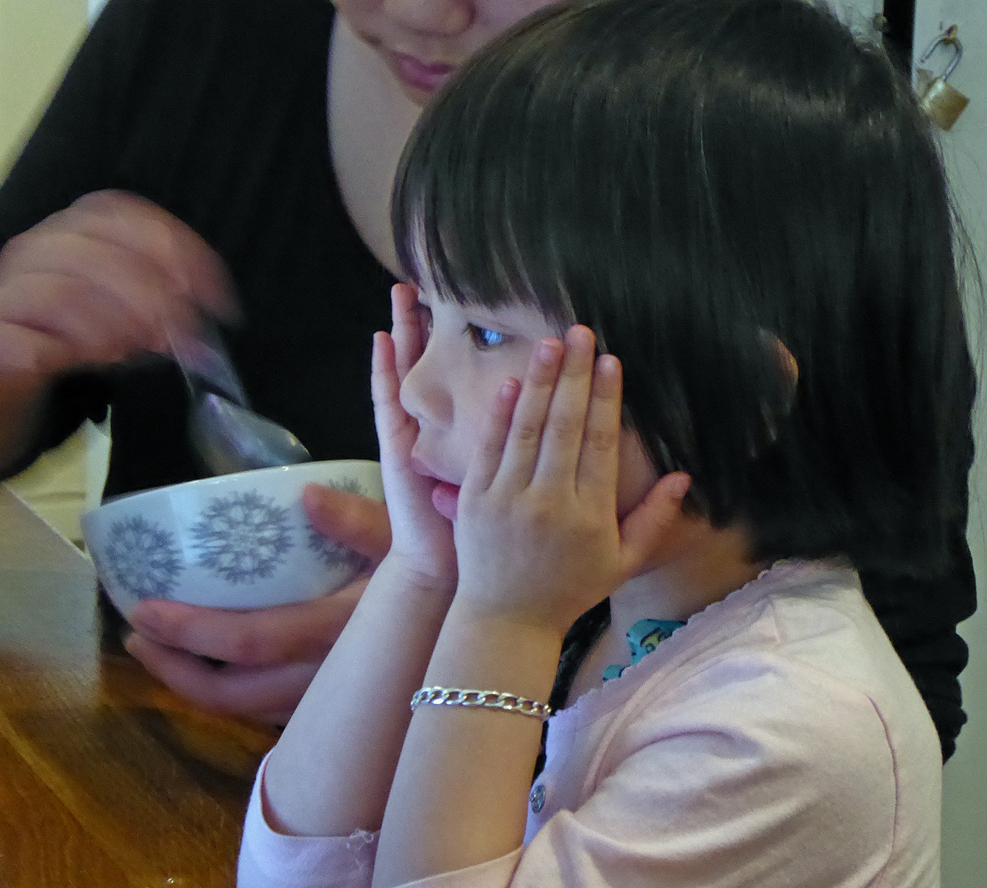
Egy gyermek meglepetéssel néz egy iPadre (nem látható a képen).

A meglepődés szorosan kapcsolódik az elképzeléshez, hogy a dolgok egy szabályrendszer szerint történnek.  Amikor a valóság szabályai a mindennapi élet megszokott eseményeit befolyásolják, ez meglepetést eredményez.  A meglepődés a várakozások és a valóság különbségét jelenti, a feltételezések és a világi események iránti várakozások közötti különbséget és azt, hogy ezek az események kiderülnek számunkra.  Ez a különbség fontos alapnak tekinthető, amelyre az új eredmények alapulnak, hiszen a meglepődéssel az emberek tudatában vannak saját tudatlanságuknak.  A tudatlanság elismerése viszont az új ismeretek megjelenését jelentheti.

## Fordítás
- Ez a szócikk részben vagy egészben  a   Surprise (emotion) című angol Wikipédia-szócikk ezen változatának fordításán alapul.  Az eredeti cikk szerkesztőit annak laptörténete sorolja fel. Ez a jelzés csupán a megfogalmazás eredetét és a szerzői jogokat jelzi, nem szolgál a cikkben szereplő információk forrásmegjelöléseként.